# Heterosignum otsuchiensis
Heterosignum otsuchiensis är en kräftdjursart som beskrevs av Michitaka Shimomura och Shunsuke F. Mawatari2002. Heterosignum otsuchiensis ingår i släktet Heterosignum och familjen Paramunnidae. Inga underarter finns listade i Catalogue of Life.